# Eugenio Binini

Bischofswappen von Eugenio Binini

Eugenio Binini (* 21. Dezember 1934 in Traversetolo, Provinz Parma, Italien) ist emeritierter Bischof von Massa Carrara-Pontremoli.

## Leben
Eugenio Binini empfing am 15. Juni 1957 die Priesterweihe.
Papst Johannes Paul II. ernannte ihn am 3. Dezember 1983 zum Bischof von Sovana-Pitigliano-Orbetello und spendete ihm am 6. Januar 1984 im Petersdom die Bischofsweihe; Mitkonsekratoren waren die Kurienerzbischöfe Eduardo Martínez Somalo und Duraisamy Simon Lourdusamy.
Am 20. Juli 1991 berief ihn Johannes Paul II. zum Bischof von Massa Carrara-Pontremoli. Papst Benedikt XVI. nahm am 19. Mai 2010 sein aus Altersgründen vorgebrachtes Rücktrittsgesuch an.